# Pasar II Prabumulih
Pasar II Prabumulih is een bestuurslaag in het regentschap Prabumulih van de provincie Zuid-Sumatra, Indonesië. Pasar II Prabumulih telt 5872 inwoners (volkstelling 2010).